# Cỏ bốn lá

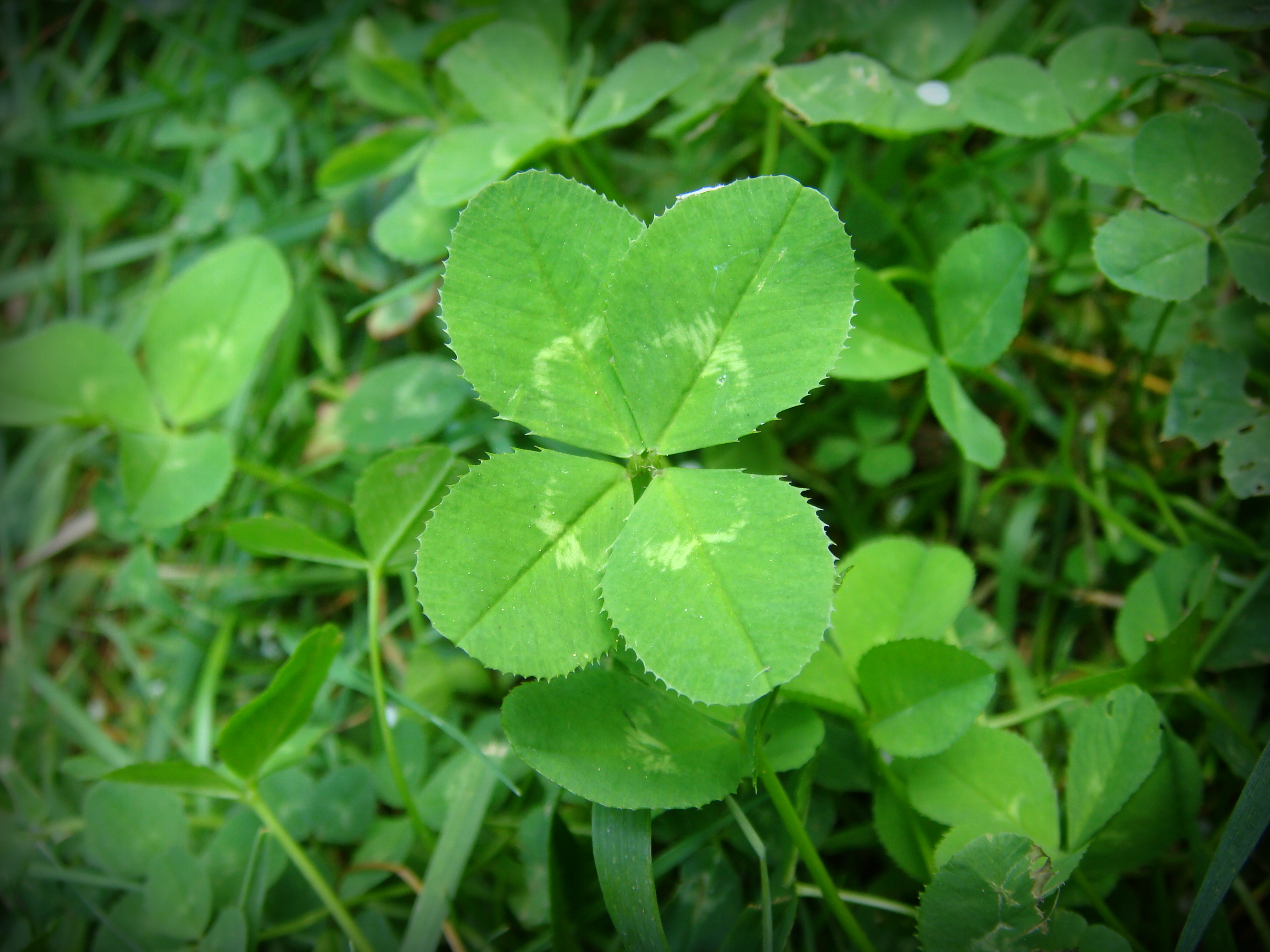
Một loại cỏ 3 lá (Trifolium repens), nếu có thêm lá thứ 4 là "may mắn"

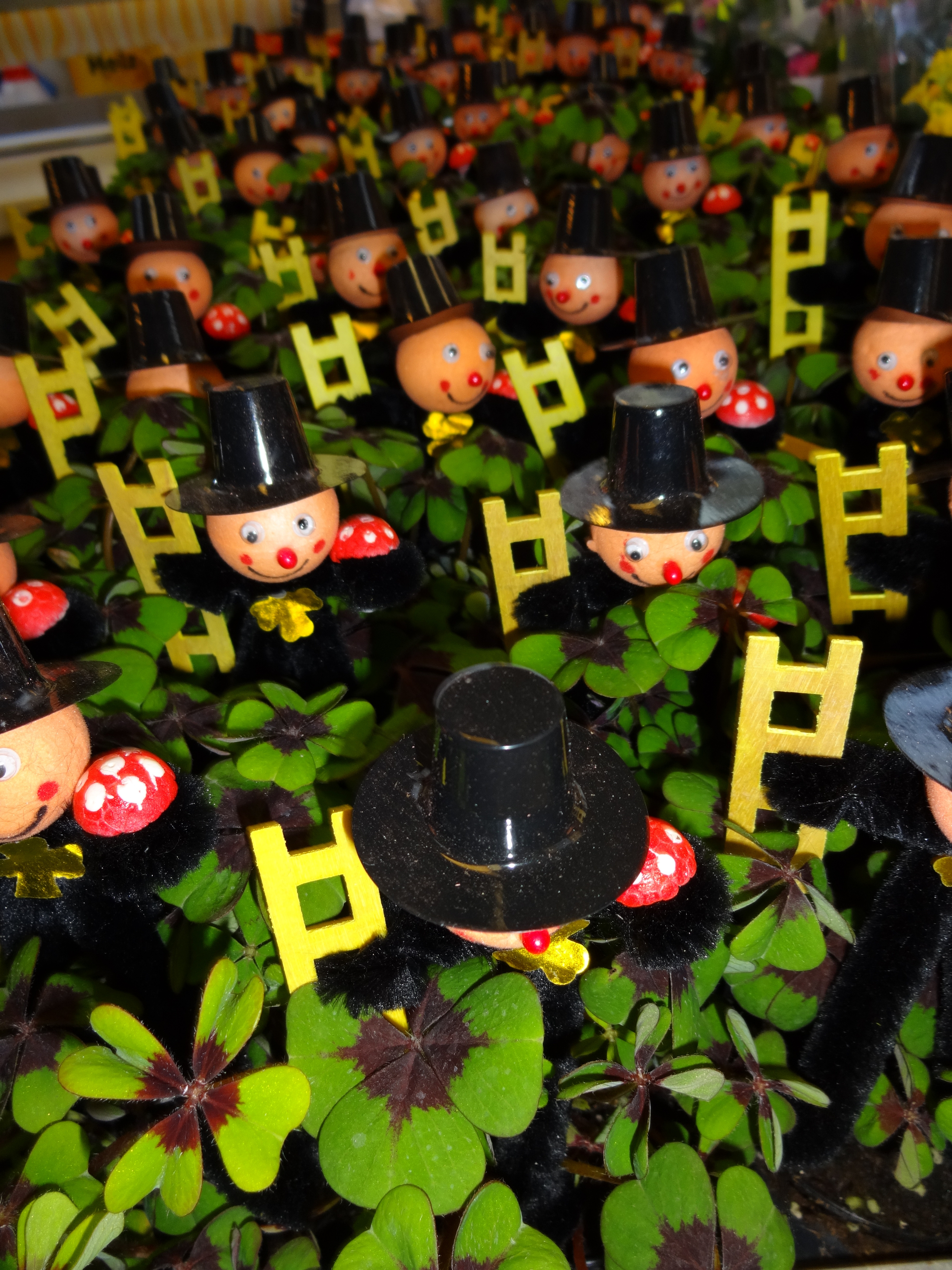
Quà tặng năm mới chúc may mắn theo truyền thống Đức, cỏ 4 lá thuộc loài Oxalis tetraphylla

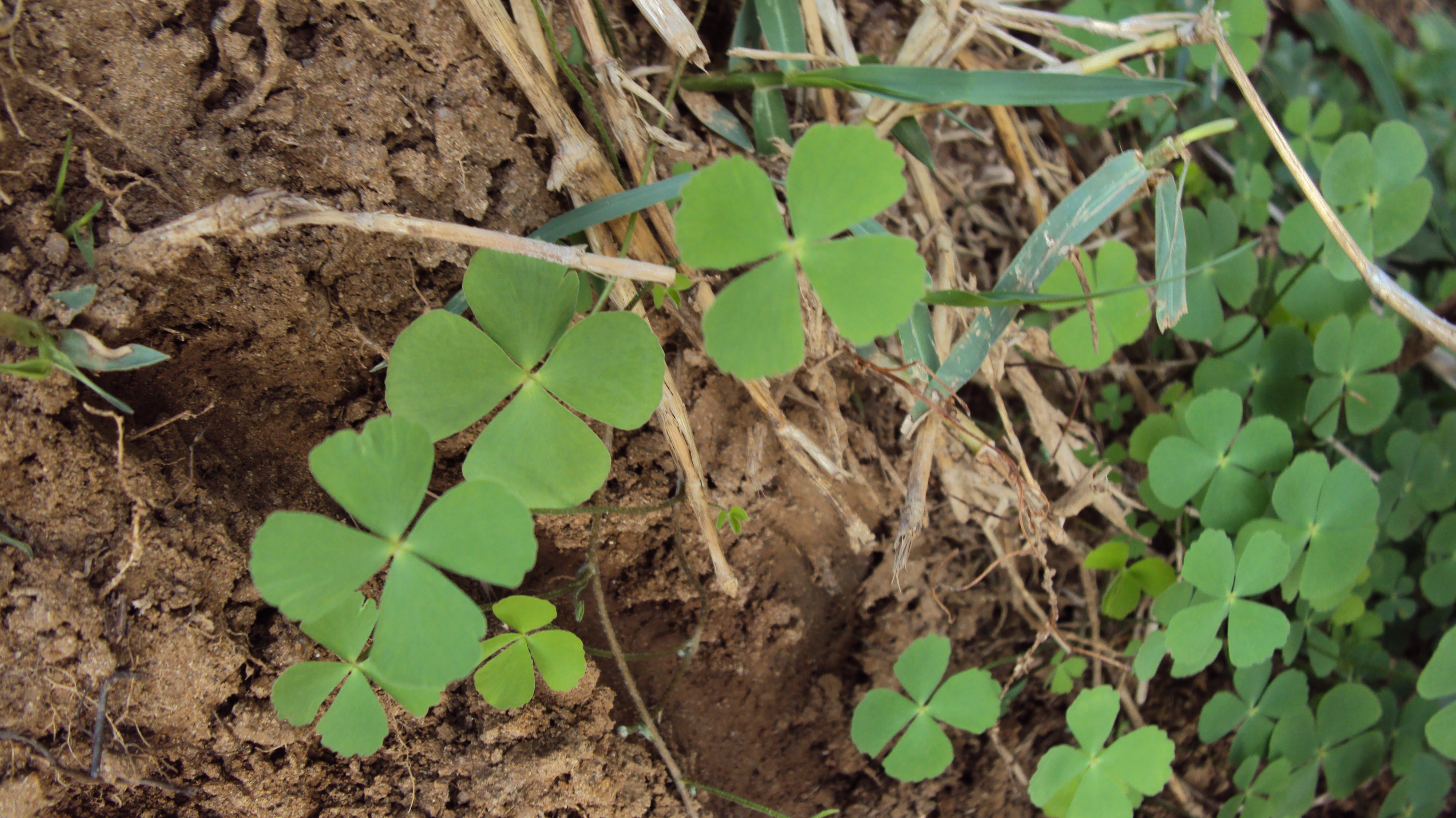
Cỏ bốn là thuộc loài Marsileaceae

Cỏ bốn lá là một biến dạng bất thường của cỏ ba lá thông thường. Người ta tin rằng cỏ bốn lá đem lại may mắn cho những ai tình cờ tìm thấy chúng. Ngoài ra, mỗi lá cũng được tin là đại diện cho một thứ: lá đầu tiên đại diện cho niềm tin, lá thứ hai là sự hy vọng, lá thứ ba đại diện cho tình yêu và lá thứ tư là sự may mắn. Cỏ ba lá  được thánh Patrick sử dụng như phép ẩn dụ cho Ba Ngôi tại Ireland, không phải là cùng một loài với cỏ ba lá có thể đột biến sinh ra cỏ bốn lá.
Người ta ước tính rằng cứ khoảng 10.000 cây cỏ ba lá thì có một cây bốn lá. Kỷ lục đã được ghi nhận là 56 lá, được Shigeo Obara ở Hanamaki, Iwate, Nhật Bản phát hiện ngày 10 tháng 5 năm 2009. Một trường hợp được ghi nhận khác với khoảng 160.000 cỏ bốn lá được tìm thấy.. Cần  phân biệt với một số loài đã có sẵn bốn lá trong tự nhiên, như Oxalis tetraphylla, Marsileaceae, nhưng không thuộc chi Cỏ ba lá và không có đường gân trắng song song trên lá và là đặc trưng của cỏ ba lá.